# Osmaniye
Osmaniye je město v Turecku, správní středisko stejnojmenné provincie. Na konci roku 2009 zde žilo 194 339 obyvatel.
Nachází se v podhůří pohoří Nur, na trase starověké Hedvábné stezky.

## Historie
V oblasti dnešního Osmaniye se v 16. století nacházelo město s názvem Kınık. Známý turecký cestovatel Evliya Çelebi, který byl v té době na pouti do Mekky, uvádí v roce 1672 v této lokalitě sídlo s názvem İsneyn jako regionální centrum různých trhovců. Tato osada pravděpodobně zanikla během 18. století v důsledku vnitropolitických neshod v Osmanské říši a byla opuštěna. V roce 1866 bylo založeno nové správní centrum u vesnice Hacıosman (Hadžiosman), v jejíž blízkosti se nacházely pozůstatky nějakého města. Nové sídlo dostalo název Osmaniye. Ačkoliv bylo správní centrum později přemístěno, název zůstal zachován. 
Po skončení první světové války bylo město, stejně jako téměř celý jihovýchod dnešního Turecka, obsazeno francouzskými vojsky v souladu se Sèvreskou smlouvou. Během této doby se místní obyvatelstvo vzbouřilo proti přítomnosti cizích vojsk. Dne 7. ledna 1922 Francouzi z města odešli. 
V roce 1996 bylo město ustanoveno centrem vlastního samosprávného celku, který se odpojil od území provincie Adana.